# Bräkenängsmott
Bräkenängsmott (Udea decrepitalis) är en fjärilsart som först beskrevs av Herrich-Schäffer 1848.  Bräkenängsmott ingår i släktet Udea, och familjen mott. Arten är reproducerande i Sverige.

## Bildgalleri

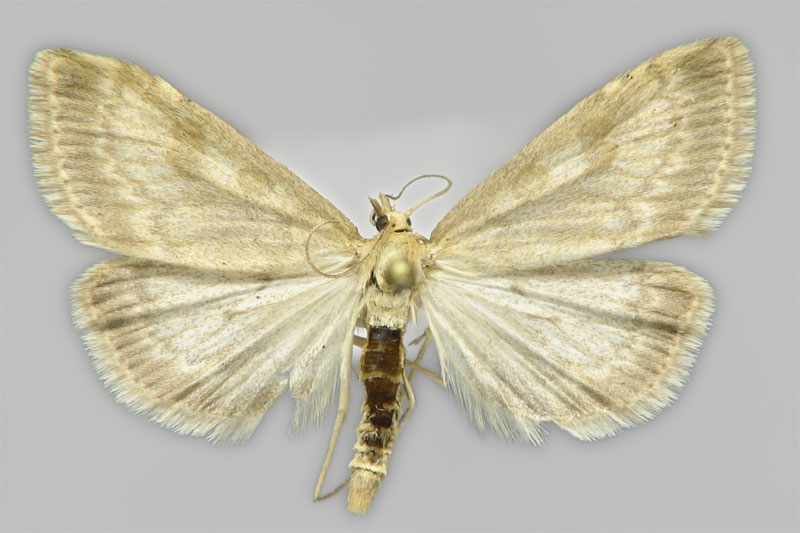